# Stanisław Maurer
Stanisław Wawrzyniec Maurer (ur. 1932 w Łodzi, zm. 7 marca 2020) – polski prawnik, adwokat, sędzia Trybunału Stanu.

## Życiorys
Ukończył studia prawnicze na Uniwersytecie Łódzkim. Uzyskał uprawnienia adwokackie, po czym praktykował w tym zawodzie. W 1980 zaangażował się w działalność „Solidarności”. Na pierwszym Krajowym Zjeździe Delegatów pełnił funkcję eksperta prawnego. W latach 80. był obrońcą represjonowanych z przyczyn politycznych (m.in. Jerzego Kropiwnickiego i Grzegorza Palki). Współpracował z łódzkimi adwokatami zaangażowanymi w pomoc działaczom opozycji demokratycznej.
W latach 1991–1993 był członkiem Trybunału Stanu.
Wyróżniony odznaką „Adwokatura Zasłużonym” z 1995. W 2009 otrzymał Krzyż Komandorski Orderu Odrodzenia Polski, a w 2019 został odznaczony Krzyżem Wolności i Solidarności.